# Детска психоанализа
Детската психоанализа, също детска анализа или психогогика (на немски: Psychagogik), е течение в рамките на психоанализата, чиито основи тръгват още от Шандор Ференци, преминават през Мелани Клайн и достигат до Ана Фройд.
Терминът се свързва с приложението на психоаналитичното лечение и концепции към детето с цел да се проникне и разбере душевния живот и развитие на децата.

## История
Мелани Клайн е първата, която обосновава теоретичните и практически основи на детската психоанализа. Сред пионерите е и Шандор Ференци с неговия случай с малкия Арпад, Алфред Адлер, който е сред първите практикуващи детска анализа във Виена.
Хермине фон Ху-Хелмут използва игрови техники, но идеята за преноса и психоаналитичното лечение на деца е на Клайн. Тези ѝ идеи я противопоставят на Ана Фройд, която отхвърля възможността при децата да има пренос към родителите, поради мястото им в живота на децата. Тези противоречия водят до така наречените спорни дискусии в Британското психоаналитично общество, което води до обособяването на три групи – анафройдисти, клайнианци и независима или средна група.
Концепцията за детската психоанализа е едновременно периферна и централна. Периферна е защото не навсякъде психоаналитиците имат желание и склонността или обучение да я извършват. Централна е защото повечето от идеите на психоанализата са свързани с детското развитие: инфантилната сексуалност, преноса, несъзнаваното, съпротивата, повторението, нагоните и интерпретацията. Пример за това е случаят „Малкия Ханс“, макар лечението да се основава на наблюдение и обмени между Ханс и родителите му, като предшественик на лечението.
Друг авторитет в детската анализа е Доналд Уиникът, който прилага идеите на Клайн в своята практика като се занимава с влиянието на майчината депресия върху детето. Друг пионер, този път във Франция е Софи Моргенстерн, която за първи път използва рисунките на децата за психоаналитична диагностика. Жак Лакан от своя страна също допринася с идеята си за стадия на огледалото, съвместявайки концепциите за лишение, фрустрация и кастрация с тези на реалното, символичното и въображаемото. Франсоаз Долто популяриза по-нататък детската психоанализа във Франция и създава концепцията за несъзнавания образ на тялото. Сред другите френски пионери в тази област са Серж Лебовичи, Рене Диаткин, Жанин Симон и други.
Сред най-известните психоаналитици в тази област са Ото Кернберг, Хермине фон Ху-Хелмут, Мариане Крис-Рие, Ани Катан-Розенберг, Едита Стерба, Селма Фрайберг, Клифърд Скот, Хелън Рос, Арминда Аберастури, Лилиан Ротер, Маргит Дубовиц, Ева Ландауер, Паулина Кернберг, Маделейн Рамберт, Йела Льовенфелд, Жосин Мюлер, Ада Мюлер-Брауншвайг.